# Vincent Vanasch
Vincent Vanasch (Evere, 21 december 1987) is een Belgisch hockeyspeler die speelt als doelman.

## Levensloop
Voorheen speelde Vanasch al bij White Star HC, Pinouin HC, KHC Leuven, Waterloo Ducks en bij de Eindhovense hockeyclub Oranje Zwart. Vanaf het seizoen 2020/21 staat hij in de goal bij het Duitse KTHC Stadion Rot-Weiss. 
Met het nationaal team van België, de Red Lions, werd hij 5e op de Olympische Spelen van 2012 in Londen, won hij zilver in Rio de Janeiro in 2016 en goud in Tokyo 2020 (in 2021) na shoot outs waarbij hij een beslissende rol speelde.
In het seizoen 2014-2015, zijn eerste seizoen bij Oranje Zwart won Vanasch zowel het landskampioenschap van Nederland als de Euro Hockey League. Bij zowel de halve finale als de finale van de Euro Hockey League eindigde de strijd in shoot-outs, waarbij Vanasch in beide gevallen enkele shoot-outs stopte. Ook in zijn tweede jaar bij Oranje Zwart werd hij landskampioen. Na twee seizoenen bij Oranje Zwart keerde Vanasch vanwege zijn studie in 2016 terug naar België, de Waterloo Ducks.  Met de Waterloo Ducks werd Vanasch in 2019 de winnaar van de Euro Hockey League.
Hij werd in het jaar 2018 met de nationale ploeg wereldkampioen in India. Het werd beslist in shoot-outs waarbij de Belgen wonnen.
In 2019 werden hij en zijn teamgenoten van de Red Lions Europees kampioen in Antwerpen (België) nadat ze in de finale wonnen van Spanje met 5-0.
De Fédération Internationale de Hockey (FIH) bekroonde Vanasch als beste doelman van het jaar in 2017, 2018 en 2019.
De sportcarrière van Vanasch had een impact op zijn studietraject waar hij negen jaar deed over zijn studie kinesitherapie. Zijn broers Philippe en Benoît zijn ook actief in het hockey.